# Warffumerklooster
Warffumerklooster is een boerderij ten zuiden van Warffum in de provincie Groningen. Hier stond tot de zeventiende eeuw een nonnenklooster van de Johannieterorde. Dit klooster werd voor 1284 gebouwd op een oudere dorpswierde, die mogelijk Padinghem werd genoemd. Rond 1500 was dit het grootste klooster van deze orde in de Lage Landen.

Het wapen van Warffum. De twee Maltezer kruizen verwijzen naar het Warffummerklooster.

Het klooster fungeerde in de zestiende eeuw tevens als parochiekerk voor de omwonenden. Om die reden maakte men onderscheid tussen Warffumklooster en de dorpskerk van Warffumerburen. Nog in 1605 werd de dorpspredikant van Warffum apart betaald voor de diensten die hij in Warffumerklooster verrichtte; daarna zullen beide parochies zijn samengevoegd.
Het klooster wordt voor het eerst vermeld in 1284. Het bezat ongeveer 1400 hectare cultuurgrond, waarvan een belangrijk deel afkomstig was van de voormalige bezittingen van de Abdij van Werden, die de bisschop van Münster aan de Johannieters had doorverkocht. Het klooster had voorwerken te Warffum (Hoysmaheerd), Winsum, Stitswerd (Zuidwendinge) en volgens sommige berichten ook te Baflo (Westermei) en Everswolde (Zuidlaarderveen). De boerderij Groot Bosch (Oldebosch) te Usquert vormde mogelijk eveneens het restant van zo'n voorwerk; in Oost-Friesland werden de voorwerken Grashaus of Buschhaus genoemd. Verder had het klooster parochierechten te Stitswerd en Winsum.
Het voorwerk te Winsum was oorspronkelijk een hof van de Werden; hiertoe behoorde ook de kerk, die formeel bij het klooster was geïncorporeerd. Deze rechten werden in 1529 aan Evert de Mepsche verkocht. Het klooster behield landerijen in de Winsumermeeden. Het klooster had verder een refugium in de Boteringestraat te Groningen, dat in 1612 werd verkocht. Mogelijk maakte ook het Werfmer Convente steenhues aan de Oude Kijk in 't Jatstraat deel uit van het refugium. 
In 1609 zond stad Groningen gedeputeerden richting het klooster. Deze kregen de opdracht een inventaris op te maken van de kloosterbezittingen. Gevreesd werd dat deze inventaris uiteindelijk zou leiden tot inbeslagname van de goederen. Gerry Jorryens, priorin van het klooster, deed alles wat binnen haar macht lag om de bezittingen te beschermen. Zo riep zij de hulp in van de buurman van het klooster, de jonker Johan Sickinghe. Hij was eigenaar van de Warffumborg, hoofdeling van Warffum, Usquert en Zuidwolde en stond vanwege zijn vele bestuursfuncties bekend als een zeer krachtige persoonlijkheid in de regio. Sickinghe daagde de gedeputeerden voor de Hoofdmannenkamer en riep uiteindelijk zelfs de hulp van de Staten-Generaal in. De koers was na de Reformatie echter ingezet en de landerijen van het klooster werden in 1610 alsnog door de provincie in beslag genomen, de laatste bewoners ontvingen voortaan een uitkering. De kloostergemeenschap werd pas na 1623 ontbonden; er waren toen nog twaalf nonnen. Gereformeerde predikanten verzorgden er nog enige tijd de kerkdiensten.